# Karabinierkorps

Lippe-Bückeburgischer Karabinier im Siebenjährigen Krieg

Das Schaumburg-Lippe-Bückeburgische Karabinier- und Jäger-Korps (kurz Karabinierkorps) wurde im Jahr 1753 von Graf Wilhelm von Schaumburg-Lippe (Bückeburg) als leichtes Truppenkorps zu Pferd und zu Fuß aufgestellt. In der Aufbauphase bestand es aus 75 Reitern und 50 Fußjägern.
Ein gebürtiger Pole, Herr von Monkewitz, übernahm im April 1757 im Range eines Rittmeisters das Kommando des Karabinierkorps, das er bis zum Ende des Siebenjährigen Krieges führte. Anfang 1760 wurde er zum Major befördert.
Anfänglich wurde das Korps mit spanischen schwarzen Hengsten ausgestattet. Später wurden größere Verluste durch Wallache ersetzt.
Das Karabinierkorps wusste sich von seinem ersten Auftreten bei der Armee an, gleich in Respekt zu setzen.  Diese eisernen Männer – wie die Reiterei von Freund und Feind genannt wurde – flößten bei manchen Gelegenheiten dem Feind eine mehr als gewöhnliche Furcht ein. Die schwarze Uniform und die der Truppe nachgesagte Tapferkeit brachte ihr den von den Franzosen geprägten Beinamen „die schwarzen Teufel von Bückeburg“ (diables noires de Buckebourg).

## Uniform

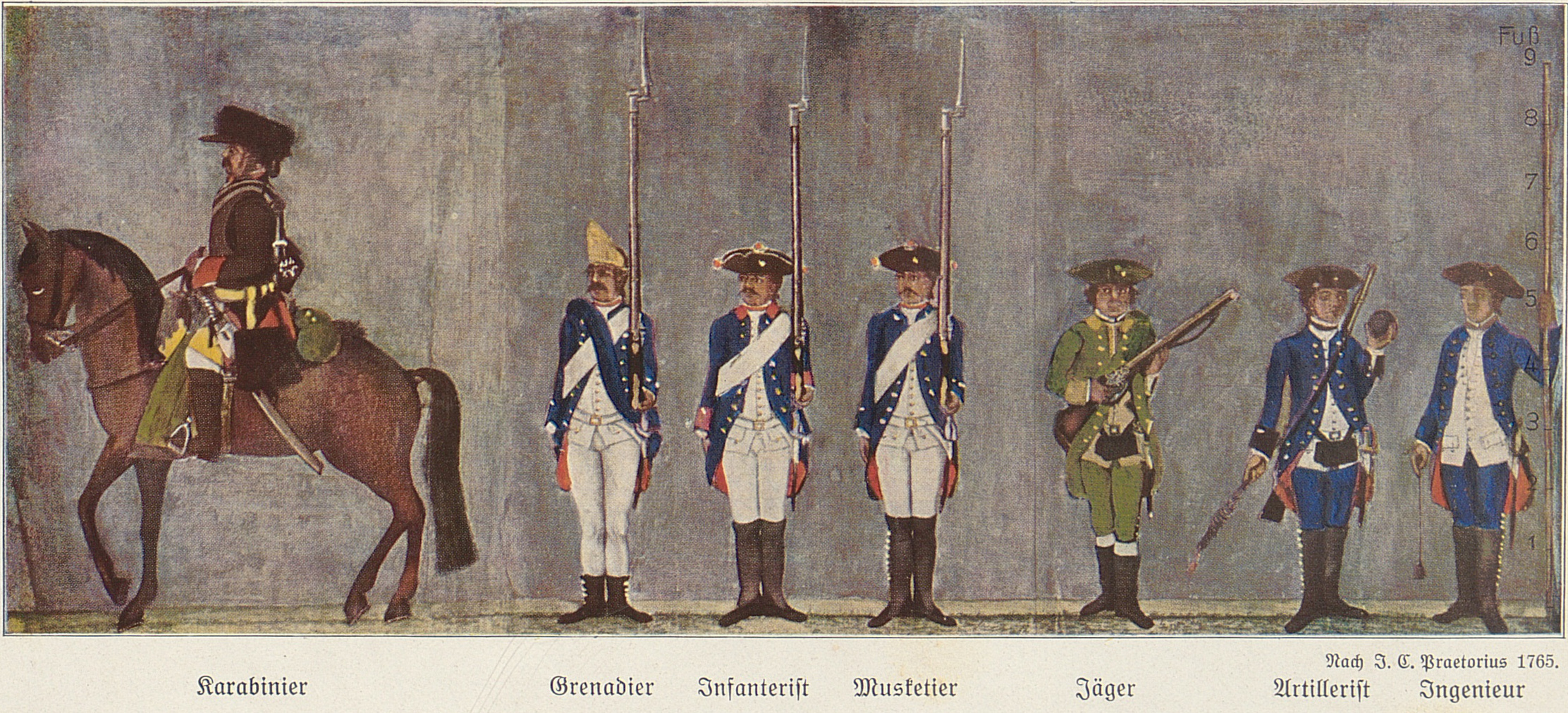
Truppen des Grafen Wilhelm zu Schaumburg-Lippe nach Jakob Chrysostomus Praetorius 1765

Die Uniform der Reiter bestand aus einem Koller von schwarz gefärbter Elenshaut (Hirschhaut) mit scharlachrotem Tuchkragen und Umschlägen, vorn herunter zugehäkelt, so dass kein einziger Knopf an der Uniform befindlich war; ferner aus einer gelben, von gutem Wildleder angefertigten Hose bis über die Knie reichend, und aus Stiefeln von halbgebranntem Leder, mit einem Paar kurzen angeschnallten Sporen, deren Hälse nur gerade lang genug waren, ihren Zweck zu erfüllen, und dabei dem Reiter, wenn er zum Gefecht etwa absitzen musste, nicht am Gehen hinderten. Die Brust wie den Rücken bedeckte ein schwarz angelaufener auf 80 Schritt Gewehrschußfreier Kürass mit schuppigen Armschienen, die bis zum Ellenbogen herabgingen, die aber, da sie dem Mann mehr hinderlich als nützlich waren, nach den ersten zwei Feldzügen abgeschafft wurden. Den Kopf schützte eine Art Blechhaube oder Helm von starkem Eisenblech, mit Bärenfell geschmückt, mit eisernen Panzerketten zum festschnallen unter dem Hals, und sowohl vorne als hinten mit einem eisernen Schirm versehen. Als Devise stand auf grünem Grund vor dem Helm: „Pulchrum mori succurrit in extremis“ (Soldatendeutsch: „Ein schöner Tod winkt in Gefahren.“).

## Ausrüstung
Die Patronentasche, mit einem W und einer Krone verziert, hing am schmalen schwarzen Riemen, der über den breiten gelbledernen Karabinerträger lief, und fasste etwa 40 an Patronenhülsen gewürgte und gepflasterte Kugeln.
Waffen führte der Karabinier folgende: eine gezogene Büchse; eine Doppel-Pistole am Sattel, und am gelbledernen, mit einer schwarzen Säbeltasche, worauf ein W mit einer Krone, versehenen Wehrhänge, einen leicht gebogenen tüchtigen Pallasch ohne Korb und Bügel, also mit einem sogenannten Mameluckengefäß und halb eiserner Scheide.
Die Rüstung des Pferdes bestand aus einer Art von deutschen Sätteln, nur mit nicht so starken, hohen Bauschen an dem Rückteil, und mit gewöhnlichem Vorder- und Hinterzeug; darüber lag ein schwarzes mit rotem Tuch eingefasstes Schaffell. Der Mantelsack war klein und rund; vorn über den Pistolenhalftern war der grüne weite Ermelmantel des Mannes aufgerollt unter das Schaffell geschnallt; im linken Pistolenhalfter steckten Putzzeug und eine eiserne Halfterkette. Das Hauptgestell war von starkem Leder, eine Hiebkette auf dem Kopfstück; der Halfter lag darunter, hatte aber keinen Binderiemen, da hierzu die Kette im Pistolenhalfter diente; die Kandare war eine sogenannte Dessauer Galgenstange.

## Fußtruppe
Die Fußtruppe des Korps, mit gezogenen Büchsen und Hirschfängern bewaffnet, waren im Anzug den Reitern ähnlich, indem sie gleiche Kopfbedeckung und Uniform trugen, nur fielen Kürass, Steifstiefel und lederne Beinkleider weg. Sie trugen Stoffhosen und Schuhe mit grauen Gamaschen. Alle Kleidungsstücke des Korps waren so gearbeitet, dass sie der Mannschaft bequem saßen, den freien Gebrauch der Gliedmaßen erlaubten, gegen Witterung schützten, und dennoch eine dem Auge gefällige Eleganz hatten.

## Feldzüge

### Feldzug von 1757
- Gefecht bei Harsewinkel und Marienfeld
- Gefecht von Tecklenburg am 31. Mai 1757
- Gefecht bei Grohnde
- Schlacht bei Hastenbeck
- Schlacht bei Ahausen und Kloster Zeven

### Feldzug von 1758
- Gefecht bei Ritterhude und in der Vorstadt von Bremen
- Überfall von Nordhorn in der Grafschaft Bentheim
- Gefecht bei Plettenberg
- Gefecht bei Wesel
- Schlacht bei Meer (Hamminkeln-Mehrhoog) am 5. August 1758
- Gefecht bei Hovestadt an der Lippe
- Gefecht bei Rühden und Meschede
- Gefecht bei Ahlen

### Feldzug von 1759
- Überfall von Buer am 4. Mai 1759
- Gefechte bei Lippstadt am 30. Juni 1759
- Gefecht bei Lipperode am 14. Juli 1759
- Gefecht bei Lünen an der Lippe
- Gefecht bei Lütgendortmund am 20. September 1759
- Überfall von Dorsten
- Gefecht bei Nottuln am 19. November 1759
- Gefecht bei Dülmen

### Feldzug von 1760
- Gefecht bei Helsen
- Gefecht bei Arolsen
- Gefecht bei Wolfhagen
- Gefecht bei Zierenberg
- Überfall von Marburg und Butzbach
- Gefecht bei Sachsenberg
- Gefecht bei Winterberg
- Gefecht bei Rheinberg und Orsoy
- Gefecht bei Gahlen
- Schlacht bei Warburg (detachiert)

### Feldzug von 1761
- Gefecht bei Seelheim
- Gefecht bei Hundsdorf
- Gefecht bei Darfeld
- Gefecht bei Lünen an der Lippe
- Gefecht bei Hiltrup
- Gefecht bei Schapdetten und Bösensell am 30. August 1761[1]
- Gefecht zwischen Nottuln und Havixbeck
- Gefecht bei Lüdinghausen

### Feldzug von 1762 bis 1763
- Reitergefecht bei Westerholt
- Gefecht bei Olfen
- Gefecht bei Amelsbüren